# اونی-سو-کرسی
اونی-سو-کرسی (به فرانسوی: Aunay-sous-Crécy) یک کمون در فرانسه است که در canton of Dreux-Sud واقع شده‌است. اونی-سو-کرسی ۸٫۴۵ کیلومتر مربع مساحت دارد ۱۱۰ متر بالاتر از سطح دریا واقع شده‌است.